# Leighton Hodges
Leighton Hodges (Church Village, Gal·les, Regne Unit, 25 de novembre de 1975) és un àrbitre de rugbi gal·lès que arbitra principalment al Pro12 i al circuit mundial de Rugbi Sevens.
Hodges també fou un dels àrbitres designats per arbitrar la Copa del Món de Rugbi junior de 2011 amb els partits Itàlia v Nova Zelanda, Anglaterra v Escòcia, Argentina v Itàlia, i el partit pel 3r i 4t lloc entre Austràlia v França. El seu debut internacional el feu l'any 2012, quan va arbitrar diferents partits Test de finals d'anys. L'any 2013 va arbitrar el partit entre Itàlia vs Fiji mostrant 6 targetes grogues durant tot el partit, 5 de les quals foren per a jugadors de Fiji, cosa que va suposar que Fiji arribés a jugar amb 11 jugadors, i establint un nou rècord de sancions per a un equip durant un partit. L'any 2015, fou designat com a membre del cos d'àrbitres de la Copa del Món de Rugbi de 2015 com a àrbitre assistent.